# Ștefan Kovács
Ştefan "Piști" Kovács (Timișoara, 2 ottobre 1920 – Cluj-Napoca, 12 maggio 1995) è stato un allenatore di calcio e calciatore rumeno, di ruolo centrocampista, vincitore di due Coppe dei Campioni consecutive (1972 e 1973) e dell'Intercontinentale 1972 sulla panchina dell'Ajax.
Ritenuto uno dei migliori allenatori rumeni della storia, durante la sua carriera d'allenatore ha vinto 15 titoli e nel 2019 France Football l'ha inserito tra i migliori allenatori di sempre.

## Carriera

### Inizi
Nato in Romania da madre rumena e padre ungherese con il nome di Ştefan Covaci (in ungherese István Kovács), adotta il cognome del padre ungherese divenendo noto come Ştefan Kovács. Noto anche come "Kovacs IV" per via dei fratelli calciatori Joszef, Adalbert e Miklós, nazionale rumeno e ungherese che prese parte a tre campionati del mondo, dopo una lunga carriera da centrocampista durante la quale ha giocato anche in Belgio (a Charleroi) prima di tornare in patria durante la seconda guerra mondiale, intraprende la carriera da allenatore da Cluj. Nei suoi primi anni è il vice allenatore del CFR Cluj e dello Știința Cluj: con i secondi, nel 1953 raggiunge la semifinale in Coppa di Romania uscendo con i futuri vincitori dell'UTA Arad ai supplementari dopo aver eliminato il Rapid Bucarest nel turno precedente. A Cluj retrocede in seconda divisione, vincendo il campionato cadetto al primo anno e riportando la squadra in massima divisione. Nel 1959 sconfigge i concittadini del CFR Cluj in Coppa (4-2), club che inizia ad allenare dalla stagione successiva. Dopo tre campionati di seconda serie, nel 1967 firma un contratto con la Steaua Bucarest: vince tre Coppe di Romania, due da imbattuto, e il campionato rumeno nel 1968. Nel corso del suo quadriennio a Bucarest, partecipa alle competizioni europee: in Coppa delle Coppe elimina l'Austria Vienna prima di uscire col Valencia, battendo gli spagnoli in casa per 1-0. Nel 1970 affronta il PSV agli ottavi di finale di Coppa delle Coppe e perde 7-0, ma l'anno successivo è chiamato a rimpiazzare Rinus Michels sulla panchina dell'Ajax campione d'Europa in carica.

### Ajax
Il tecnico rumeno è tra i meno conosciuti nel panorama europeo ed è accolto tra i Lancieri con scetticismo. Arrivato ad Amsterdam, egli stesso non crede di riuscire a passare il colloquio per restare: superando una selezione di oltre una dozzina di candidati alla panchina, Kovács approda sulla panchina dell'Ajax e si ritrova nel clima dittatoriale lasciato pochi mesi prima da Michels. Decide di concedere maggiori libertà in campo e fuori ai calciatori, sottraendo potere alla disciplina imposta da Michels fino a perderla completamente al termine dei suoi due anni.
Kovács sposa il «calcio totale» di Michels e prosegue il ciclo di successi vincendo due campionati olandesi, due coppe nazionali, due Coppe dei Campioni, una Coppa Intercontinentale e anche la prima edizione della Supercoppa UEFA, non riconosciuta dall'organismo continentale.

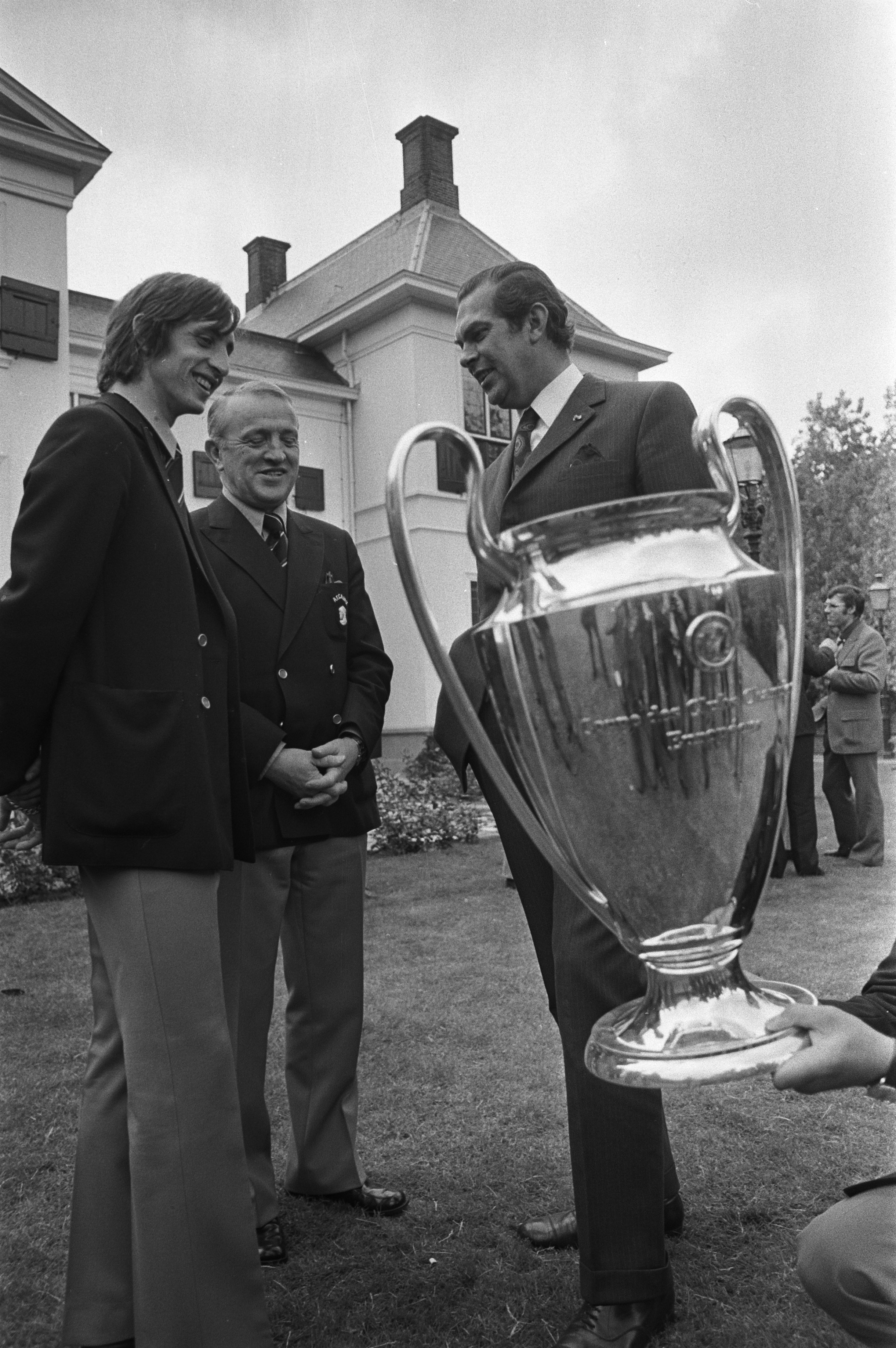
Kovacs con Cruyff e Barend Biesheuvel nel 1972

Alla sua prima stagione centra il treble, secondo allenatore a riuscirci nella storia dopo Jock Stein. Vince il campionato davanti al Feyenoord perdendo una sola partita su 34; nella coppa nazionale elimina PEC Zwolle, Go Ahead Eagles, N.E.C., Volendam e ADO Den Haag. In Coppa Campioni, gli olandesi battono Dinamo Dresda (2-0), Olympique Marsiglia (6-2), Arsenal (3-1), Benfica (1-0) e, nella finale di Rotterdam, l'Inter (2-0) con una doppietta di Johan Cruijff. Kovács vince la massima competizione europea da imbattuto ed esprimendo un gioco di calcio stilisticamente migliore rispetto a quanto aveva fatto vedere Michels nelle stagioni precedenti, pur senza convincere pienamente la dirigenza della società: girano voci sulla scarsa disciplina dell'organico, inoltre il manager è inviso a parte del suo staff tecnico, che chiede alla dirigenza l'esonero. La dirigenza dell'Ajax organizza una riunione d'emergenza nell'aprile del 1972, dopo la partita di ritorno pareggiata a reti bianche con il Benfica che aveva valso la finale della Coppa Campioni, per decretare il licenziamento del tecnico, nonostante fosse ancora in corsa nelle tre competizioni, essendo in finale di coppa dei Paesi Bassi, in finale di Coppa dei Campioni e con cinque punti di margine sul Feyenoord in campionato. I giocatori si schierano dalla parte del tecnico, Kovács resta e vince la competizione, ponendo simbolicamente fine all'era del catenaccio.
Nella stagione successiva si ripete in campionato, finendo al primo posto per due lunghezze sul Feyenoord ed esce al primo turno di coppa dei Paesi Bassi, superato ai supplementari dal NAC Breda. In Coppa Campioni l'Ajax, esonerato dal primo turno, batte CSKA Sofia (6-1), Bayern Monaco (5-2), Real Madrid (3-1, vincendo entrambi i confronti con un gioco nettamente più propositivo rispetto agli avversari) e Juventus in finale per 1-0. Kovács vince la sua seconda Coppa dei Campioni e l'Ajax diviene la prima squadra a vincere il torneo per tre anni di fila dai tempi del Real Madrid, vivendo in questo periodo uno dei suoi migliori momenti storici. Al termine della stagione, Kovács, rinomato per aver dato maggiori libertà ai giocatori e per non avere né il braccio di ferro di Michels né il potere per gestire adeguatamente lo spogliatoio dei Lancieri, perde il controllo della squadra. Accetta l'incarico di CT della Francia nel luglio seguente, lasciando l'Ajax che da lì a pochi mesi, soprattutto a causa delle troppe libertà concesse ai calciatori, si sfalderà.

### Gli ultimi anni
Con la Francia è sorteggiato in un girone di qualificazione al campionato del mondo 1974 assieme a Irlanda e Unione Sovietica, vince una sola partita e i transalpini non si qualificano. Nel 1975 è licenziato e l'anno dopo accetta di guidare la Romania. Per il campionato del mondo 1978, trova un girone con Spagna e Jugoslavia, vince una partita con entrambe, ma non passa il girone. Kovács è impegnato nelle qualificazioni al campionato del mondo 1982 in un raggruppamento con l'Inghilterra: è imbattuto dopo tre partite e dopo aver affrontato per due volte gli inglesi, tuttavia il 13 maggio 1981 perde 1-0 contro l'Ungheria. Il regime comunista della Romania lo accusa di essersi venduto la partita a causa delle sue origini ungheresi e lo licenzia dall'incarico.
Negli anni ottanta allena il Panathīnaïkos, vincendo la Coppa di Grecia nel 1982: il 7 marzo 1983, all'indomani della sconfitta in trasferta con l'Īraklīs per 4-1 e con la squadra in dodicesima posizione, la dirigenza lo esonera. La sua ultima squadra da tecnico è il Monaco, che porta al quinto posto in campionato.

## Statistiche

### Statistiche da allenatore

#### Club
In grassetto le competizioni vinte.
| Stagione               | Squadra                | Campionato             | Campionato | Campionato | Campionato | Campionato | Coppe nazionali | Coppe nazionali | Coppe nazionali | Coppe nazionali | Coppe nazionali | Coppe continentali | Coppe continentali | Coppe continentali | Coppe continentali | Coppe continentali | Altre coppe | Altre coppe | Altre coppe | Altre coppe | Altre coppe | Totale | Totale | Totale | Totale | % Vittorie | Piazzamento         |
| Stagione               | Squadra                | Comp                   | G          | V          | N          | P          | Comp            | G               | V               | N               | P               | Comp               | G                  | V                  | N                  | P                  | Comp        | G           | V           | N           | P           | G      | V      | N      | P      | %          | Piazzamento         |
| ---------------------- | ---------------------- | ---------------------- | ---------- | ---------- | ---------- | ---------- | --------------- | --------------- | --------------- | --------------- | --------------- | ------------------ | ------------------ | ------------------ | ------------------ | ------------------ | ----------- | ----------- | ----------- | ----------- | ----------- | ------ | ------ | ------ | ------ | ---------- | ------------------- |
| 1953                   | U Cluj                 | DA                     | 21         | 7          | 4          | 10         | CR              | 4               | 2               | 2               | 0               | -                  | -                  | -                  | -                  | -                  | -           | -           | -           | -           | -           | 25     | 9      | 6      | 10     | 36,00      | 8º                  |
| 1954                   | U Cluj                 | DA                     | 26         | 11         | 6          | 9          | CR              | 1               | 0               | 0               | 1               | -                  | -                  | -                  | -                  | -                  | -           | -           | -           | -           | -           | 27     | 11     | 6      | 10     | 40,74      | 5º                  |
| 1955                   | U Cluj                 | DA                     | 26         | 8          | 7          | 9          | CR              | 1               | 0               | 1               | 0               | -                  | -                  | -                  | -                  | -                  | -           | -           | -           | -           | -           | 27     | 8      | 8      | 9      | 29,63      | 7º                  |
| 1956                   | U Cluj                 | DA                     | 24         | 6          | 5          | 13         | CR              | 2               | 0               | 1               | 1               | -                  | -                  | -                  | -                  | -                  | -           | -           | -           | -           | -           | 26     | 6      | 6      | 14     | 23,08      | 12º (retrocessione) |
| 1957-1958              | U Cluj                 | DB                     | 26         | 17         | 3          | 6          | CR              | -               | -               | -               | -               | -                  | -                  | -                  | -                  | -                  | -           | -           | -           | -           | -           | 26     | 17     | 3      | 6      | 65,38      | 1º (promozione)     |
| 1958-1959              | U Cluj                 | DA                     | 21         | 7          | 4          | 10         | CR              | 2               | 1               | 0               | 1               | -                  | -                  | -                  | -                  | -                  | -           | -           | -           | -           | -           | 23     | 8      | 4      | 11     | 34,78      | 11º                 |
| Totale Stiinta Cluj    | Totale Stiinta Cluj    | Totale Stiinta Cluj    | 146        | 56         | 29         | 61         |                 | 10              | 3               | 4               | 3               |                    | -                  | -                  | -                  | -                  |             | -           | -           | -           | -           | 156    | 59     | 33     | 64     | 37,82      |                     |
| 1959-1960              | CFR Cluj               | DB                     | 26         | 11         | 2          | 13         | CR              | 1               | 0               | 0               | 1               | -                  | -                  | -                  | -                  | -                  | -           | -           | -           | -           | -           | 27     | 11     | 2      | 14     | 40,74      | 8º                  |
| 1960-1961              | CFR Cluj               | DB                     | 26         | 9          | 7          | 10         | CR              | -               | -               | -               | -               | -                  | -                  | -                  | -                  | -                  | -           | -           | -           | -           | -           | 26     | 9      | 7      | 10     | 34,62      | 8º                  |
| 1961-1962              | CFR Cluj               | DB                     | 26         | 10         | 8          | 8          | CR              | -               | -               | -               | -               | -                  | -                  | -                  | -                  | -                  | -           | -           | -           | -           | -           | 26     | 10     | 8      | 8      | 38,46      | 7º                  |
| Totale CFR/CSM Cluj    | Totale CFR/CSM Cluj    | Totale CFR/CSM Cluj    | 78         | 30         | 17         | 31         |                 | 1               | 0               | 0               | 1               |                    | -                  | -                  | -                  | -                  |             | -           | -           | -           | -           | 79     | 30     | 17     | 32     | 37,97      |                     |
| 1967-1968              | Steaua Bucarest        | DA                     | 26         | 14         | 5          | 7          | CR              | 3               | 2               | 0               | 1               | CdC                | 4                  | 3                  | 0                  | 1                  | -           | -           | -           | -           | -           | 33     | 19     | 5      | 9      | 57,58      | 1º                  |
| 1968-1969              | Steaua Bucarest        | DA                     | 30         | 14         | 5          | 11         | CR              | 6               | 4               | 1               | 1               | CC                 | 2                  | 1                  | 0                  | 1                  | -           | -           | -           | -           | -           | 38     | 19     | 6      | 13     | 50,00      | 4º                  |
| 1969-1970              | Steaua Bucarest        | DA                     | 30         | 14         | 6          | 10         | CR              | 5               | 5               | 0               | 0               | CdC                | 2                  | 0                  | 1                  | 1                  | -           | -           | -           | -           | -           | 37     | 19     | 7      | 11     | 51,35      | 3º                  |
| 1970-1971              | Steaua Bucarest        | DA                     | 30         | 11         | 11         | 8          | CR              | 7               | 5               | 2               | 0               | CdC                | 4                  | 1                  | 1                  | 2                  | -           | -           | -           | -           | -           | 41     | 17     | 14     | 10     | 41,46      | 3º                  |
| Totale Steaua Bucarest | Totale Steaua Bucarest | Totale Steaua Bucarest | 116        | 53         | 27         | 36         |                 | 21              | 16              | 3               | 2               |                    | 12                 | 5                  | 2                  | 5                  |             | -           | -           | -           | -           | 149    | 74     | 32     | 43     | 49,66      |                     |
| 1971-1972              | Ajax                   | ED                     | 34         | 30         | 3          | 1          | CO              | 5               | 5               | 0               | 0               | CC                 | 9                  | 7                  | 2                  | 0                  | CInt        | 2           | 1           | 1           | 0           | 50     | 43     | 4      | 3      | 86,00      | 1º                  |
| 1972-1973              | Ajax                   | ED                     | 34         | 30         | 0          | 4          | CO              | 1               | 0               | 1               | 0               | CC                 | 7                  | 6                  | 0                  | 1                  | -           | -           | -           | -           | -           | 42     | 36     | 1      | 5      | 85,71      | 1º                  |
| Totale Ajax            | Totale Ajax            | Totale Ajax            | 68         | 60         | 3          | 5          |                 | 6               | 5               | 1               | 0               |                    | 16                 | 13                 | 2                  | 1                  |             | 2           | 1           | 1           | 0           | 92     | 79     | 7      | 6      | 85,87      |                     |
| 1981-1982              | Panathīnaïkos          | AE                     | 34         | 19         | 12         | 3          | CG              | 9               | 5               | 1               | 3               | CU                 | 2                  | 0                  | 0                  | 2                  | -           | -           | -           | -           | -           | 45     | 24     | 13     | 8      | 53,33      | 2º                  |
| 1982-mar. 1983         | Panathīnaïkos          | AE                     | 21         | 6          | 7          | 8          | CG              | ?               | ?               | ?               | ?               | CdC                | 2                  | 1                  | 0                  | 1                  | -           | -           | -           | -           | -           | 23     | 7      | 7      | 9      | 30,43      | Eson.               |
| Totale Panathinaikos   | Totale Panathinaikos   | Totale Panathinaikos   | 55         | 25         | 19         | 11         |                 | 9               | 5               | 1               | 3               |                    | 4                  | 1                  | 0                  | 3                  |             | -           | -           | -           | -           | 68     | 31     | 20     | 17     | 45,59      |                     |
| 1986-1987              | Monaco                 | D1                     | 38         | 15         | 15         | 8          | CF              | 4               | 3               | 0               | 1               | -                  | -                  | -                  | -                  | -                  | -           | -           | -           | -           | -           | 42     | 18     | 15     | 9      | 42,86      | 5º                  |
| Totale carriera        | Totale carriera        | Totale carriera        | 501        | 239        | 110        | 152        |                 | 51              | 32              | 9               | 9               |                    | 32                 | 19                 | 4                  | 9                  |             | 2           | 1           | 1           | 0           | 586    | 291    | 124    | 170    | 49,66      |                     |

## Palmarès

### Allenatore

#### Competizioni nazionali
- Campionato rumeno: 1

Steaua Bucarest: 1967-1968
- Coppa di Romania: 3

Steaua Bucarest: 1968-1969, 1969-1970, 1970-1971
- Campionato olandese: 2

Ajax: 1971-1972, 1972-1973
- Coppa dei Paesi Bassi: 1

Ajax: 1971-1972
- Coppa di Grecia: 1

Panathinaikos: 1981-1982

#### Competizioni internazionali
- Coppa dei Campioni: 2

Ajax: 1971-1972, 1972-1973
- Coppa Intercontinentale: 1

Ajax: 1972
- Supercoppa UEFA: 1

Ajax: 1972

## Videografia
- Federico Ferri e Federico Buffa, Storie Mondiali: Arancia Meccanica (1974), Sky Sport, 2014.
- Federico Ferri e Federico Buffa, Storie di Campioni - Buffa Racconta: Johan Cruijff, Sky Sport, 2015.